# Liliana Zielińska
Liliana Zielińska, również Lili Zielińska, Lili Zielińska-Chrzanowska, Lili Chrzanowska właściwie Stanisława Alicja Zielińska; posługiwała się też nazwiskiem Orchowska oraz pseudonimem Lili Lyan (ur. 30 kwietnia 1904 w Warszawie, zm. w sierpniu 1944 tamże) – polska aktorka teatralna i filmowa.

## Życiorys
Urodziła się 30 kwietnia 1904 (choć niekiedy podawany jest błędnie również rok 1911). Była córką Marcina Zielińskiego, wyrobnika, i Zofii z Raczyńskich. W latach 1920–1925 występowała w warszawskich teatrach rewiowych Sfinks oraz Perskie Oko. W 1928 poślubiła reżysera Tadeusza Samuela Chrzanowskiego. Do końca lat 20. XX wieku posługiwała się pseudonimem Lili Lyan W listopadzie 1931 występowała w Teatrze Narodowym w Warszawie, w sezonie 1931/1932 w Teatrze Polskim, a w sezonie 1934/1935 w teatrze bydgoskim i teatrze poznańskim. W 1935 występowała na deskach Teatru Hollywood w Warszawie, w 1936 występowała w Wilnie, 1938 w teatrze toruńskim i warszawskim Teatrze Malickiej, zaś w 1939 we lwowskich Rozmaitościach.
Zginęła jako ofiara cywilna w trakcie powstania warszawskiego. 

## Filmografia[2]
- Halka (1937; reż. Juliusz Gardan, jako Halka)
- Awanturki jego córki (1934; reż. Tadeusz Chrzanowski, jako Krystyna)
- Przeor Kordecki – obrońca Częstochowy (1934; reż. Edward Puchalski, jako Hanna, córka Zaremby)
- Każdemu wolno kochać (1933; reż. Mieczysław Krawicz, Janusz Warnecki, jako Renata, córka Sagankiewiczów)
- Skrzydlaty zwycięzca (1924; reż. Zygmunt Wesołowski, jako Irena Billewiczówna)
- Awantury miłosne panny D. (1923; reż. Tadeusz Chrzanowski)